# Förstakammarvalet i Sverige 1916
Förstakammarvalet i Sverige 1916 var ett ordinarie val i Sverige till riksdagens första kammare. Valet genomfördes med ett proportionellt valsystem i september månad 1916.
Valet hölls i fem valkretsar, utgörande den andra valkretsgruppen: Stockholms läns valkrets, Blekinge läns valkrets, Malmö stads valkrets, Skaraborgs läns valkrets och Gävleborgs läns valkrets. Ledamöterna utsågs av valmän från det landsting som valkretsarna motsvarade. För de städer som inte ingick i landsting var valmännen stadsfullmäktige.
Ordinarie val till den andra valkretsgruppen hade senast ägt rum 1910. Ett icke ordinarie val hölls i gruppen 1911, då val hölls i hela riket efter första kammaren hade upplösts.

## Valresultat
| Parti                | Parti                                     | Partiledare          | Röster | Röster | Mandatfördelning | Mandatfördelning |
| Parti                | Parti                                     | Partiledare          | Antal  | +−     | Antal            | +−               |
| -------------------- | ----------------------------------------- | -------------------- | ------ | ------ | ---------------- | ---------------- |
|                      | Allmänna valmansförbundet                 | Arvid Lindman        | 152    | ▼2     | 14               | ▬                |
|                      | Frisinnade landsföreningen                | Ernst Beckman        | 53     | ▼9     | 6                | ▼2               |
|                      | Sveriges socialdemokratiska arbetareparti | Hjalmar Branting     | 56     | ▲20    | 4                | ▲2               |
|                      | Övriga                                    |                      | 2      | ▲2     | 0                | 0                |
| Antal giltiga röster | Antal giltiga röster                      | Antal giltiga röster | 263    | ▲9     | 24               |                  |

- Antalet valmän utgjorde 266. Av dessa deltog 263 (98,9 %) i valet.